# Delta2 Lyrae
Pour les articles homonymes, voir Delta Lyrae.
Désignations
Delta2 Lyrae (en abrégé δ2 Lyr) est une étoile variable de quatrième magnitude de la constellation boréale de la Lyre. D'après la mesure de sa parallaxe annuelle par le satellite Gaia, elle est distante d'environ ∼ 770 a.l. (∼ 236 pc) de la Terre. Elle se rapproche du Système solaire à une vitesse radiale de −26 km/s.

## Propriétés
Delta2 Lyrae est une étoile géante lumineuse rouge de type spectral M4II, et c'est l'un des standards pour classe spectrale. Elle a débuté sa vie comme une étoile bleu-blanc de la séquence principale chaude, mais est désormais devenue une étoile de la branche asymptotique des géantes avec un noyau dégénéré à carbone et à oxygène. Elle est répertoriée comme une variable semi-régulière dont la magnitude apparente varie entre 4,13 et 4,41, mais sans période clairement définie.
L'étoile avait une masse de 5,0 M☉ lorsqu'elle était encore sur la séquence principale, mais elle a perdu de la masse lors de son évolution ultérieure et elle est estimée être aujourd'hui 4,5 fois plus massive que le Soleil. Son rayon est autour de 290 fois plus grand que le rayon solaire, elle est approximativement 10 250 fois plus lumineuse que le Soleil et sa température de surface est de 3 394 K.

## Environnement stellaire
Delta2 Lyrae apparaît être l'étoile la plus brillante de l'amas ouvert dispersé Stephenson 1, également connu comme l'amas de δ Lyrae pour cette raison. Les autres membres de cet amas comprennent Delta1 Lyrae, une poignée d'étoiles de 8e et de 9e magnitudes, et au moins 30 autres étoiles jusqu'à la 14e magnitude,.
Étant située au milieu de l'amas Stephenson 1, les catalogues d'étoiles doubles et multiples recensent de nombreux compagnons à proximité de Delta2 Lyrae. On peut notamment citer une paire d'étoiles proches de 11e magnitude situées à environ 87″ de δ2 et désignées comme les composantes B et C. Aucun de ces compagnons n'apparaissent être physiquement liés à l'étoile.
On pensait autrefois que Delta2 Lyrae formait une binaire visuelle avec Delta1 Lyrae, mais il s'est avéré que ce n'est pas le cas, les deux étoiles apparaissent proches dans le ciel par effet optique vues de la Terre.